# فوئنتسترون
فوئنتسترون (به اسپانیایی: Fuentestrún) یک دهستان در اسپانیا است که در سریا واقع شده‌است.

## خصوصیات
فوئنتسترون ۹ کیلومترمربع مساحت و ۷۸ نفر جمعیت دارد.